# Tarassiwka (Lwiw)
Tarassiwka (ukrainisch Тарасівка; russisch Тарасовка Tarassowka, polnisch Hermanów) ist ein Dorf im Zentrum der ukrainischen Oblast Lwiw mit etwa 380 Einwohnern (2022).

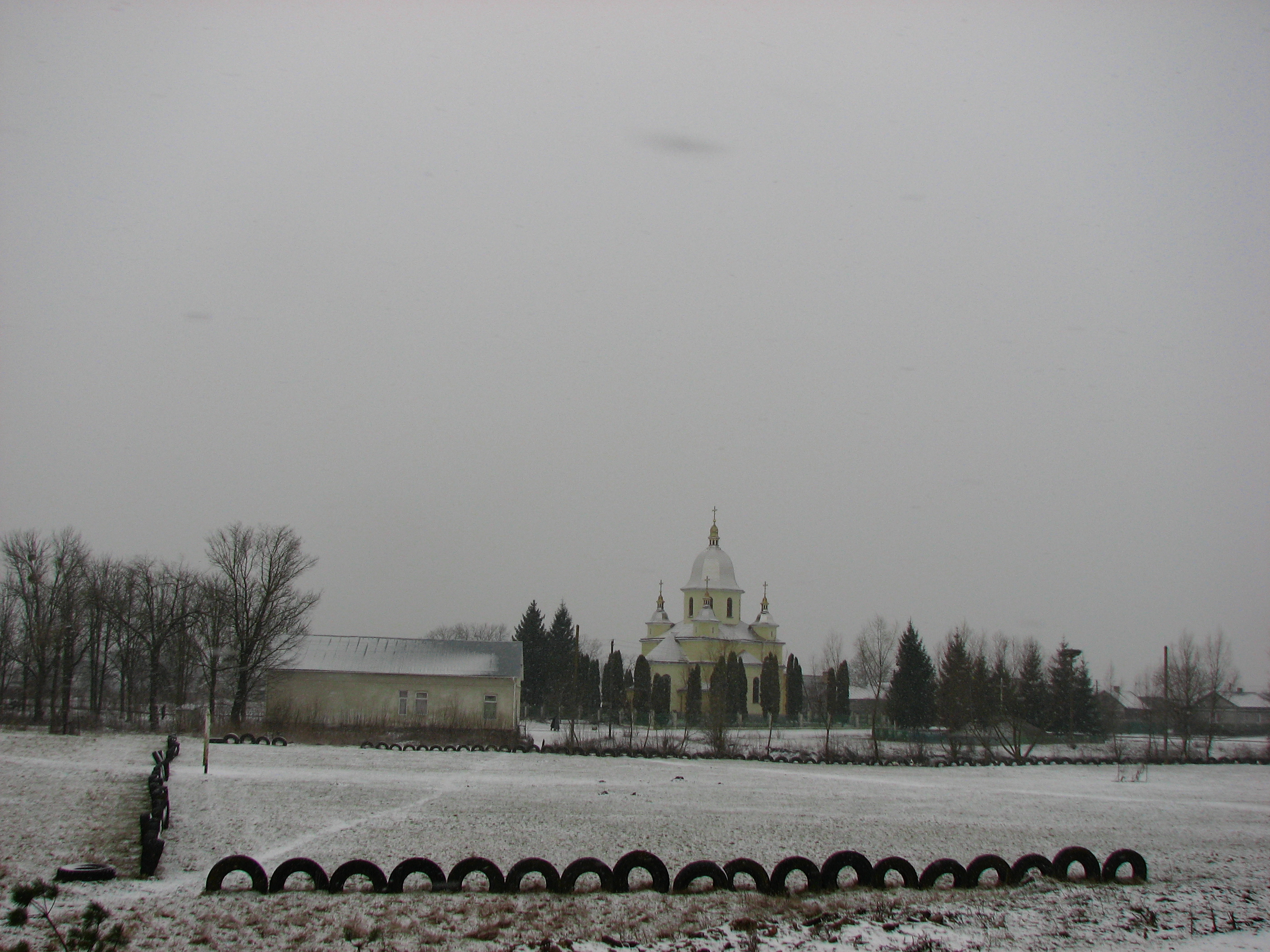
Kirche im Dorf

Administrativ gehört das Dorf seit 2017 zur Landgemeinde Pidberiszi (Підберізцівська сільська об’єднана територіальна громада Pidberisziwska silska objednana terytorialna hromada) im Osten des Rajon Pustomyty, vorher war es ein Teil der Landratsgemeinde Tschornuschowytschi (Чорнушовичі).
Am 12. Juni 2020 wurde das Dorf, welches bis dahin im Rajon Pustomyty lag, ein Teil des neu gegründeten Rajons Lwiw.
Tarassiwka liegt auf einer Höhe von 242 m 10 km östlich vom Gemeindezentrum Pidberiszi, 40 km östlich vom ehemaligen Rajonzentrum Pustomyty und 25 km östlich vom Oblastzentrum Lwiw.
Südlich vom Dorf verläuft die Fernstraße M 09 (ehemalige N 02).

## Geschichte
Die Ortschaft gehörte nach der Ersten Polnischen Teilung 1772 zur Habsburgermonarchie. Dort lag sie als Hermaniw im Bezirk Lemberg des Kronland Königreiches Galizien und Lodomerien.
Von 1909 bis 1944 verlief durch das Dorf die Bahnstrecke Pidhajzi–Lwiw.
Nach dem Zerfall Österreich-Ungarns am Ende des Ersten Weltkrieges kam das Dorf zunächst zur Westukrainischen Volksrepublik und nach dem Polnisch-Ukrainischen Krieg als Hermanów zur polnischen Woiwodschaft Lwów.
Nach der sowjetischen Besetzung Ostpolens war das Dorf von September 1939 an von der Sowjetunion und nach dem deutschen Überfall auf die Sowjetunion im Sommer 1941 bis 1944 von Hitlerdeutschland besetzt und hier dem Distrikt Galizien angegliedert. Nach der Rückeroberung durch die Rote Armee 1944 kam die Ortschaft 1945 erneut an die Sowjetunion und wurde innerhalb dieser Teil der Ukrainischen SSR. 1946 wurde das Dorf Hermaniwka in Tarassiwka umbenannt. Seit dem Zerfall der Sowjetunion 1991 gehört Tarassiwka zur unabhängigen Ukraine.

## Söhne und Töchter der Ortschaft
- Iwan (Butschko) (Іван Бучко; 1891–1974), Bischof der ukrainisch-griechisch-katholischen Kirche, Weihbischof der Erzeparchie Lemberg und der Erzeparchie Philadelphia
- Sofija Jablonska-Uden (1907–1971), ukrainische Schriftstellerin und Fotografin